# Митропа куп 1936.
Митропа куп 1936. је било 10. издање клупског фудбалског такмичења Митропа купа.
Такмичење је трајало од 7. јуна до 13. септембра 1936. године.  Аустрија Беч је у финалном двомечу била успешнија од  Спарта Праг и освојила други трофеј Митропа купа. По први пут у Митропа купу су наступали клубови из Швајцарске.

## Резултати

### Прелиминарна рунда
| Меч | Клуб                | Држава       | укупан рез. | Држава            | Клуб      | 1. утак. | 2. утак. | Плеј-оф |
| --- | ------------------- | ------------ | ----------- | ----------------- | --------- | -------- | -------- | ------- |
| 1   | Јанг Фелоу Јувентус | Швајцарска   | 2:9         | Мађарска          | Фебуш     | 0:3      | 2:6      |         |
| 2   | Збројовка Брно      | Чехословачка | 6:2         | Швајцарска        | Лозана    | 5:0      | 1:2      |         |
| 3   | Берн                | Швајцарска   | 2:11        | Краљевина Италија | Торино    | 1:4      | 1:7      |         |
| 4   | Аустрија Беч        | Аустрија     | 4:2         | Швајцарска        | Грасхопер | 3:1      | 1:1      |         |

### Прва рунда
| Меч | Клуб           | Држава            | укупан рез. | Држава            | Клуб          | 1. утак. | 2. утак. | Плеј-оф |
| --- | -------------- | ----------------- | ----------- | ----------------- | ------------- | -------- | -------- | ------- |
| 1   | МТК            | Мађарска          | 1:7         | Аустрија          | Први Бечки ФК | 0:2      | 1:5      |         |
| 2   | Збројовка Брно | Чехословачка      | 3:11        | Краљевина Италија | Интер Милано  | 2:3      | 1:8      |         |
| 3   | Спарта Праг    | Чехословачка      | 7:6         | Мађарска          | Фебуш         | 5:2      | 2:4      |         |
| 4   | Рапид Беч      | Аустрија          | 4:6         | Краљевина Италија | Рома          | 3:1      | 1:5      |         |
| 5   | Адмира Вакер   | Аустрија          | 3:6         | Чехословачка      | Простјејов    | 0:4      | 3:2      |         |
| 6   | Торино         | Краљевина Италија | 2:5         | Мађарска          | Ујпешт        | 2:0      | 0:5      |         |
| 7   | Ференцварош    | Мађарска          | 5:6         | Чехословачка      | Славија Праг  | 5:2      | 0:4      |         |
| 8   | Болоња         | Краљевина Италија | 2:5         | Аустрија          | Аустрија Беч  | 2:1      | 0:4      |         |

### Четвртфинале
| Меч | Клуб          | Држава       | укупан рез. | Држава            | Клуб         | 1. утак. | 2. утак. | Плеј-оф |
| --- | ------------- | ------------ | ----------- | ----------------- | ------------ | -------- | -------- | ------- |
| 1   | Први Бечки ФК | Аустрија     | 3:4         | Краљевина Италија | Интер Милано | 2:0      | 1:4      |         |
| 2   | Аустрија Беч  | Аустрија     | 3:1         | Чехословачка      | Славија Праг | 3:0      | 0:1      |         |
| 3   | Спарта Праг   | Чехословачка | 4:1         | Краљевина Италија | Рома         | 3:0      | 1:1      |         |
| 4   | Простјејов    | Чехословачка | 0:3         | Мађарска          | Ујпешт       | 0:1      | 0:2      |         |

### Полуфинале
| Меч | Клуб         | Држава            | укупан рез. | Држава       | Клуб         | 1. утак. | 2. утак. | Плеј-оф |
| --- | ------------ | ----------------- | ----------- | ------------ | ------------ | -------- | -------- | ------- |
| 1   | Интер Милано | Краљевина Италија | 5:8         | Чехословачка | Спарта Праг  | 3:5      | 2:3      |         |
| 2   | Ујпешт       | Мађарска          | 3:7         | Аустрија     | Аустрија Беч | 1:2      | 1:5      |         |

### Финале
| Меч | Клуб         | Држава   | укупан рез. | Држава       | Клуб        | 1. утак. | 2. утак. |
| --- | ------------ | -------- | ----------- | ------------ | ----------- | -------- | -------- |
| 1   | Аустрија Беч | Аустрија | 1:0         | Чехословачка | Спарта Праг | 0:0      | 1:0      |

| Освајач Митропа купа 1936. |
| -------------------------- |
| Аустрија Беч 2. Титула     |